# Who's Got the Last Laugh Now?
Who's Got the Last Laugh Now? je jedenácté studiové album německé skupiny Scooter. Bylo vydáno roku 2005 a obsahuje 12 skladeb.

## Seznam skladeb
| Pořadí         | Název                    | Délka |
| -------------- | ------------------------ | ----- |
| 1.             | Lights Out               | 1:45  |
| 2.             | Hello! (Good to Be Back) | 3:33  |
| 3.             | Privileged To Witness    | 4:32  |
| 4.             | Rock Bottom              | 3:28  |
| 5.             | The Leading Horse        | 3:25  |
| 6.             | Take me Baby             | 4:15  |
| 7.             | Apache                   | 2:58  |
| 8.             | See Me, Feel Me          | 4:09  |
| 9.             | Unity Without Words Pt.3 | 6:02  |
| 10.            | Everlasting Love         | 4:22  |
| 11.            | Seven Bridges            | 4:55  |
| 12.            | Mesmerized               | 6:14  |
| Celková délka: | Celková délka:           | 49:38 |

## Informace
- „Lights Out" je založeno na „Lifeforms" od „The Future Sound Of London“ z alba Lifeforms z roku 1994.
- „Hello! (Good to be Back)“ vzorkuje "Hello, Hello, I'm Back Again“ od Gary Glitter z alba Touch Me z roku 1973 a „3 a.m. Eternal (Live At The S.S.L)“ od The KLF z alba The White Room z roku 1991.
- „Privileged to Witness“ vzorkuje „Walking on the Moon“ od The Police z alba Reggatta de Blanc z roku 1979.
- „Rock Bottom" vzorkuje píseň „Explode" od Jordan & Baker z roku 2002.
- „The Leading Horse“ vzorkuje „The Four Horsemen“ od Aphrodite's Child z alba 666 z roku 1972.
- „Take Me Baby“ vzorkuje „Take Me Baby“ od Jimi Tenor z alba Sähkömies z roku 1994.
- „Apache" vzorkuje píseň "Apache" od The Shadows z roku 1960.
- „See Me, Feel Me“ vzorkuje "Automatic Lover“ od Jay-Jay Johanson z alba Antenna z roku 2002.
- „Everlasting Love“ vzorkuje píseň „Everlasting Love“ od Roberta Knighta z roku 1967.